# Tommy Maddox
Pour les articles homonymes, voir Maddox.
(en) Statistiques sur pro-football-reference
Thomas « Tommy » Alfred Maddox (né le 2 septembre 1971 à Shreveport en Louisiane) est un joueur professionnel de football américain qui évoluait au poste de quarterback.

## Biographie
Il a fait sa carrière universitaire à l'Université de Californie à Los Angeles (UCLA), jouant dans les UCLA Bruins.
Il a été drafté à la 25e place (premier tour) en 1992 par les Broncos de Denver. Après deux saisons, il s'est engagé avec les Rams de Saint-Louis une saison, puis une nouvelle saison avec les Giants de New York et, après un passage chez les Falcons d'Atlanta ou il ne joua pas et les Xtreme de Los Angeles (XFL), il a rejoint les Steelers de Pittsburgh.
En 2005, avec les Steelers, il remporte le Super Bowl XL mais le quarterback titulaire est Ben Roethlisberger.